# Polizia militare del Regno Unito
La polizia militare del Regno Unito, si riferisce ai diversi corpi della polizia in servizio nelle forze armate britanniche.  

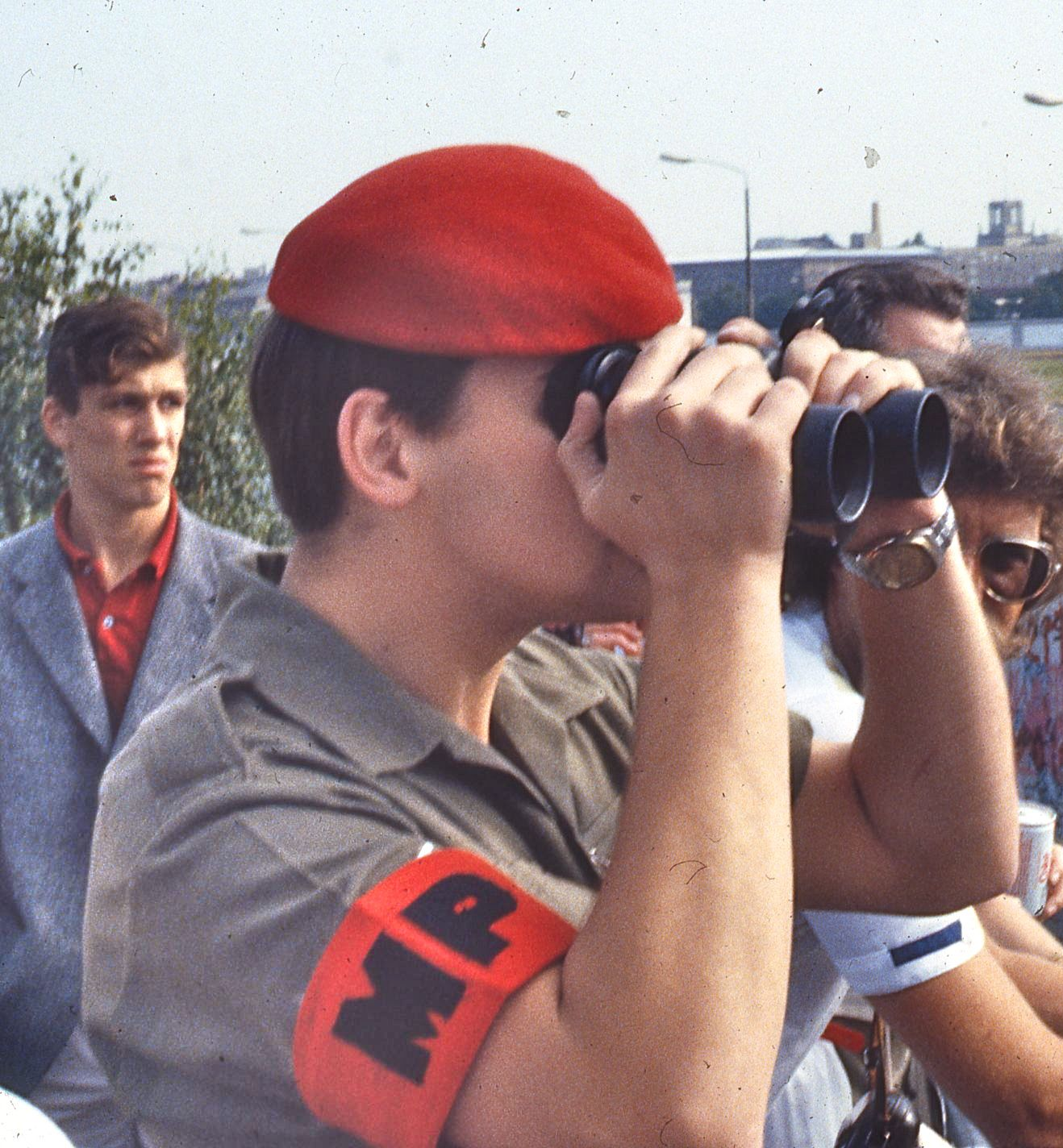
Un MP britannico

Spesso il termine è considerato sinonimo di polizia militare del British Army, ma in realtà ha un contesto più ampio, comprendendo anche le simili unità delle altre forze armate. Ci sono inoltre alcune forze di polizia civili dipendenti dal ministero della difesa, come il Ministry of Defence Police il cui ruolo è quello di sorvegliare altre parti della Difesa nel Regno Unito e all'estero, ma tali forze non sono formalmente definite come polizia militare.

## Storia
Nel  1877 fu formato un corpo regolare a cavallo di polizia militare, che fu seguita dalla polizia militare nel 1885. Sebbene tecnicamente due corpi indipendenti, funzionarono effettivamente come un'unica organizzazione.  Nel 1926, furono definitivamente riuniti per formare il Corps of Military Police (CMP).  In riconoscimento del loro servizio durante la seconda guerra mondiale, divennero il Corps of Royal Military Police il 28 novembre 1946.
Nel 1944 fu creata  dalla Marina britannica la Royal Navy Regulatory Branch che nel 2007 è stata ribattezzata Royal Navy Police. Nel 1947 all'interno della RAF fu istituito il Royal Air Force Police. Nel 1926 fu formata la Royal Marines Police, sciolta nel 1948 e rifondata nel 1963. Nel 2009 il corpo è stato assorbito dalla Royal Navy Police, ma esiste ancora come unità distinta. Infine i Regimental police sono responsabili della disciplina e della custodia delle singole unità reggimentali del British Army.

## Corpi
- British Army: Royal Military Police
  - Regimental police
- Royal Air Force: Royal Air Force Police
- Royal Navy: Royal Navy Police
  - Royal Marines Police

Ciascun corpo ha al suo interno lo Special Investigation Branch, composto da detective per le investigazioni.